# La Betulia Liberata
(Libro di Giuditta, 13, 15-16)
La Betulia Liberata (K 118) è un oratorio in due parti per solisti, coro e orchestra, composto nel 1771 (perciò a 15 anni) da Wolfgang Amadeus Mozart su testo di Pietro Metastasio e ispirato al biblico Libro di Giuditta.
È l'unica composizione di questo genere realizzata dal musicista austriaco che ricevette l'incarico della realizzazione per la Quaresima del 1772 mentre si trovava a Padova, sulla via del ritorno a Salisburgo. Stilisticamente prende a modello Josef Mysliveček, Leonardo Leo e Johann Adolph Hasse. È composta di sedici arie con parti per solisti o coro, recitativi accompagnati con l'orchestra e recitativi secchi con il basso continuo.

Non fu rappresentata durante la vita di Mozart.

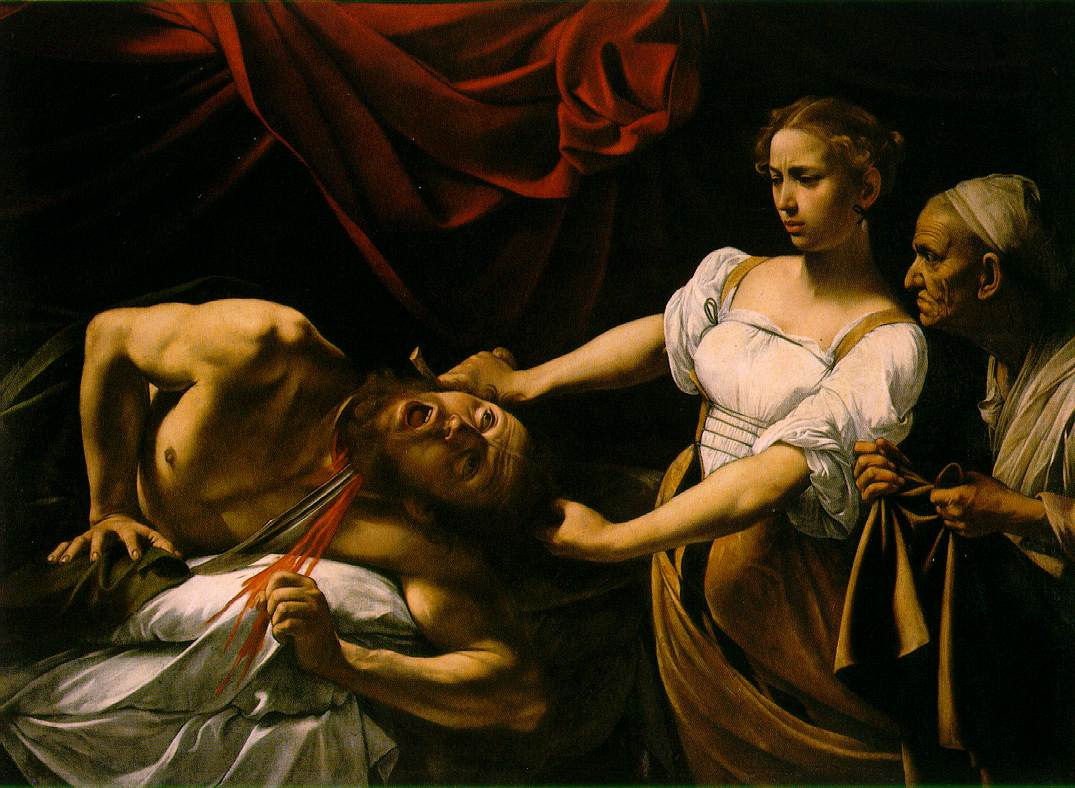
Giuditta decapita Oloferne, dipinto di Caravaggio

## Personaggi
- Ozia, governatore di Betulia (tenore)
- Giuditta, vedova di Manasse (contralto)
- Amital, nobildonna di Israele (soprano)
- Achior, principe degli ammoniti (basso)
- Cabri e Carmi, capi popolo (soprani)
- Betuliani (coro)

## L'opera
Parte prima
1. Ouverture
2. Recitativo: Popoli di Betulia (Ozia)
3. Aria #1: D'ogni colpa la colpa maggiore (Ozia)
4. Recitativo: E in che sperar? (Cabri, Amital)
5. Aria #2: Ma qual virtù non cede (Cabri)
6. Recitativo: Già le memorie antiche (Ozia, Cabri, Amital)
7. Aria #3: Non hai cor (Amital)
8. Recitativo: E qual pace sperate (Ozia, Amital, Coro)
9. Aria con il Coro #4: Pietà, se irato sei (Ozia, Coro)
10. Recitativo: Chi è costei che qual sorgente aurora (Cabri, Amital, Ozia, Giuditta)
11. Aria #5: Del pari infeconda (Giuditta)
12. Recitativo: Oh saggia, oh santa (Ozia, Cabri, Giuditta)
13. Aria con il Coro #6: Pietà, se irato sei (Ozia, Coro)
14. Recitativo: Signor, Carmi a te viene (Cabri, Amital, Carmi, Ozia, Achior)
15. Aria #7: Terribile d'aspetto (Achior)
16. Recitativo: Ti consola, Achior (Ozia, Cabri, Achior, Giuditta)
17. Aria #8: Parto inerme, e non pavento (Giuditta)
18. Coro #9: Oh prodigio! Oh stupor! (Coro)

Parte seconda
1. Recitativo: Troppo mal corrisponde (Achior, Ozia)
2. Aria #10: Se Dio veder tu vuoi (Ozia)
3. Recitativo: Confuso io son (Achior, Ozia, Amital)
4. Aria #11: Quel nocchier che in gran procella (Amital)
5. Recitativo: Lungamente non dura (Ozia, Amital, Coro, Cabri, Giuditta, Achior)
6. Aria #12: Prigionier che fa ritorno (Giuditta)
7. Recitativo: Giuditta, Ozia, popoli, amici (Achior)
8. Aria #13: Te solo adoro (Achior)
9. Recitativo: Di tua vittoria (Ozia, Amital)
10. Aria #14: Con troppa rea viltà (Amital)
11. Recitativo: Quanta cura hai di noi (Cabri, Carmi, Ozia, Amital)
12. Aria #15: Quei moti che senti (Carmi)
13. Recitativo: Seguansi, o Carmi (Ozia, Amital, Cabri, Achior, Giuditta)
14. Aria con il Coro #16: Lodi al gran Dio (Giuditta, Coro)

## Organico
Soli, coro e orchestra composta da: due flauti, due oboi, due fagotti, quattro corni, due trombe, timpani, archi

## Registrazioni
- W.A. Mozart: La Betulia Liberata, Riccardo Favero, "Oficina Musicum" Brilliant Classics, 94051
- W.A. Mozart: La Betulia Liberata, Leopold Hager, Philips 422522-2
- W.A. Mozart: La Betulia Liberata, Carlo Felice Cillario, A. Charlin AMS 2627/8-2
- W.A. Mozart: La Betulia Liberata, Mario Rossi, Opera d'Oro
- W.A. Mozart: La Betulia Liberata, Peter Maag, Brilliant Classics, 99944
- W.A. Mozart: La Betulia Liberata, Christoph Poppen, Deutsche Grammophon, DVD 4400734248

Tutte le registrazioni sono riversate in doppio CD.